# Saint-Benoît, Réunion
Saint-Benoît là một xã thuộc tỉnh Réunion.